# Euchalinus flavipes
Euchalinus flavipes là một loài tò vò trong họ Ichneumonidae.